# Clasificación académica de universidades

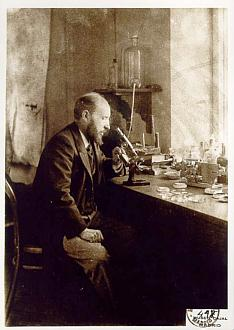
Ramón y Cajal fue uno de los primeros españoles galardonados con el Premio Nobel. Este premio se utiliza hoy en día como un criterio académico para la clasificación de universidades del mundo.

Las Clasificaciones Académicas de Universidades o Ránquines Académicos de Universidades, son listas ordenadas que clasifican a las universidades e instituciones de educación superior e investigación, de acuerdo a una metodología de tipo bibliométrico, que incluye criterios objetivos medibles y reproducibles, por ello el calificativo de "académica". El objetivo de estas listas es dar a conocer públicamente la calidad relativa de tales instituciones. Las listas clasificadoras son de dos tipos principales: globales o específicas. Las globales toman en cuenta al menos dos criterios y en general muchos de ellos a la vez. Las listas específicas se elaboran tomando en cuenta una sola categoría y están destinadas a valorar aquellos aspectos únicos en los que las instituciones individualmente pueden destacarse. Además de estos listados hay también otros que son producto de criterios subjetivos a los que suele dárseles menos importancia pues carecen de rigor o seriedad ya que están basados fundamentalmente en sondeos de opinión, reflejando por ello las experiencias personales y las opiniones subjetivas de los encuestados.

## Criterios objetivos bibliométricos

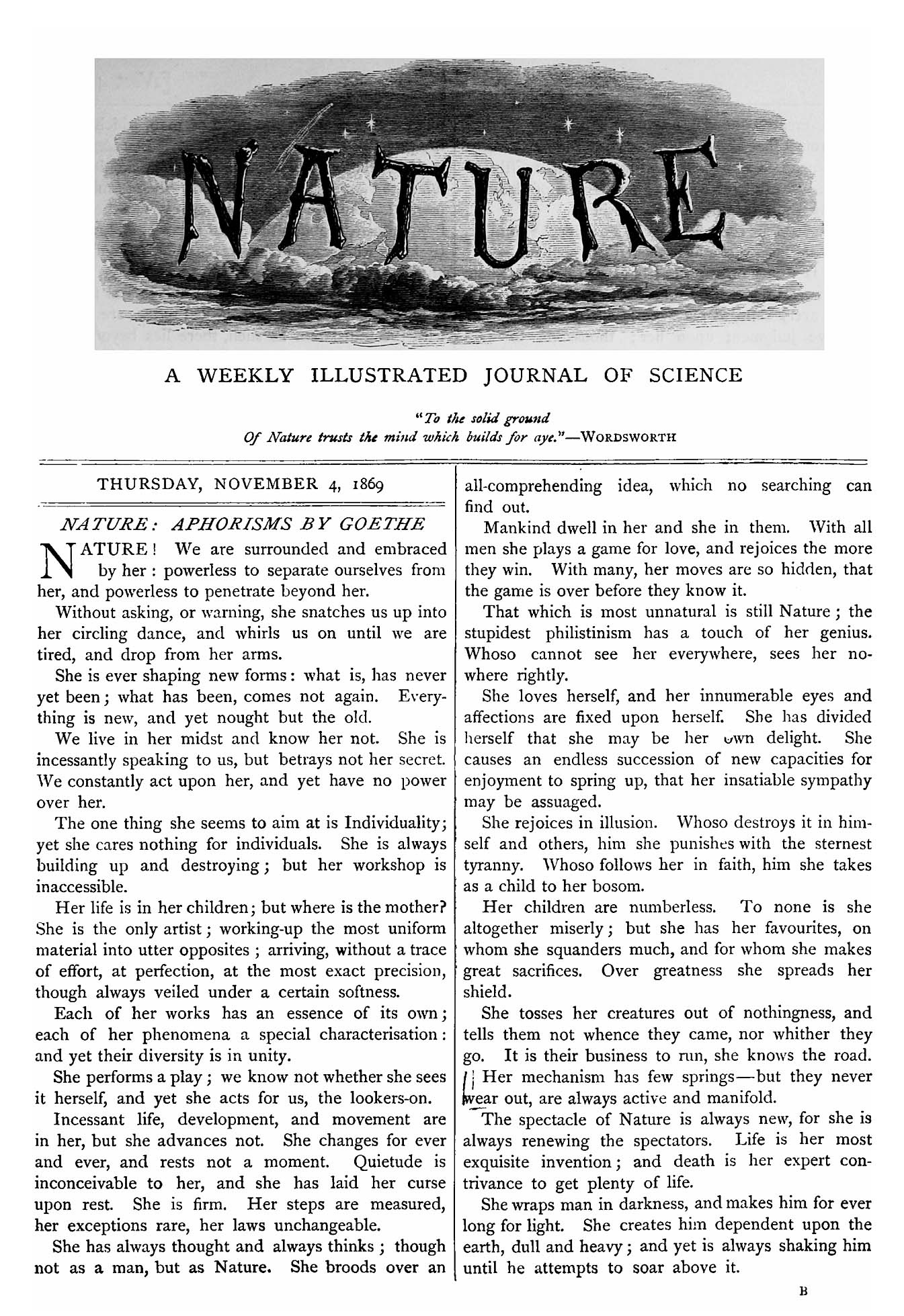
Primera portada de la revista Nature. Hoy en día es una de las revistas con mayor factor de impacto del mundo y se usa como criterio bibliométrico para clasificar a las universidades.

Estos son algunos de los criterio objetivos de tipo bibliométrico más comunes en la elaboración de clasificaciones. Estos criterios no son proporcionados directamente por las instituciones y por ello son objetivamente fiables, los análisis basados en ellos son reproducibles y son rigurosos:
- Número de publicaciones en revistas arbitradas e indexadas de circulación internacional más medición de impacto normalizado: Mide la capacidad de generar conocimiento nuevo y que el impacto del mismo este en o por sobre la media del mundo en cada disciplina.[2]
- Número de citas a los trabajos publicados de sus académicos: Mide la aceptación del conocimiento generado por la institución, entre la comunidad académica internacional.
- Número de publicaciones en revistas de alto factor de impacto (Science, Nature, etc): Estima la casa del conocimiento generado entre los círculos académicos considerados como más rigurosos
- Número de ex-alumnos galardonados con premios internacionales (Premio Nobel, Medalla Fields, etc.): Mide de manera indirecta la capacidad de la institución para generar estudiantes que a futuro sean de lo más destacado.
- Número de académicos galardonados con premios internacionales (Premio Nobel, Medalla Fields, etc.): Similar a lo anterior; pero mide la calidad del conocimiento generado y transmitido a los estudiantes.
- Número y volumen de contenidos de tipo académico en internet: Mide la capacidad de distribuir conocimiento, su impacto y reconocimiento, haciendo uso de las tecnologías informáticas modernas.

## Criterios objetivos no bibliométricos
Estos son criterios basados en informaciones que proporcionan las universidades de manera discrecional. Por tanto son potencialmente sujetas a manipulación, ya que no siempre son verificables. Mucha de esta información es considerada "reservada" y por ello las clasificaciones basadas en ella no son del todo reproducibles. Estas medidas no estiman tanto el impacto y calidad de las instituciones, sino más bien su infraestructura, presupuesto y riqueza; algunos ejemplos son:
- Número de estudiantes matriculados.
- Número de estudiantes graduados/estudiantes matriculados.
- Número de académicos con doctorado.
- Número y tipo de cursos impartidos.
- Número de posgrados registrados en padrones de calidad.
- Número de títulos ISBN en las bibliotecas.
- Número de suscripciones a revistas ISSN.

## Clasificaciones académicas
Estos son algunos de los ejemplos más conocidos de clasificaciones basadas mayoritariamente en criterios objetivos y realizadas por entidades reconocidas internacionalmente.

### Clasificación de universidades del mundo deThe Times
El diario británico The Times publica un suplemento llamado "Higher Education Supplement" THES que es una clasificación académica con una metodología objetiva (pero no toda de tipo bibliométrico) y con las siguientes valoraciones: 60% a la "calidad de la investigación", 10% a la capacidad de que un graduado obtenga empleo, 10% a la "presencia internacional" y 20% al cociente estudiantes/académicos. 
La metodología se explica con mayor detalle aquí (en inglés).
| Universidad                            | 2012 | 2013 | 2014 | 2015 | 2016 | 2017 | 2018 | 2019 |
| -------------------------------------- | ---- | ---- | ---- | ---- | ---- | ---- | ---- | ---- |
| Universidad de Oxford                  | 04   | 02   | 02=  | 03   | 02   | 01   | 01   | 01   |
| Universidad Stanford                   | 02=  | 03   | 04   | 04   | 03   | 03   | 03=  | 03   |
| Instituto Tecnológico de Massachusetts | 07   | 05   | 05   | 06   | 05   | 05   | 05   | 04   |
| Instituto de Tecnología de California  | 01   | 01   | 01   | 01   | 01   | 02   | 03=  | 05   |
| Universidad de Harvard                 | 02=  | 04   | 02=  | 02   | 06   | 06   | 06   | 06   |
| Universidad de Princeton               | 05   | 06   | 06   | 07   | 07   | 07   | 07   | 07   |
| Universidad Yale                       | —    | —    | —    | 09=  | —    | —    | —    | 08   |
| Imperial College London                | 08   | 08   | 10   | 09=  | 08   | 08   | 08   | 09   |
| Universidad de Chicago                 | 09   | 10   | 09   | —    | 10   | 10=  | 09   | 10   |
| Escuela Politécnica Federal de Zúrich  | —    | —    | —    | —    | 09   | 09   | 10=  | —    |
| Universidad de Pensilvania             | —    | —    | —    | —    | —    | —    | 10=  | —    |
| Universidad de California en Berkeley  | 10   | 09   | 08   | 08   | —    | 10=  | —    | —    |

### Clasificación de universidades del mundo de la Universidad Nacional de Taiwán
El ranking de rendimiento de los trabajos científicos de las universidades del mundo o HEEACT por sus siglas en inglés, es realizado por el Consejo de Evaluación de la Enseñanza Superior y Acreditación de Taiwán y publicado por la Universidad Nacional de Taiwán. Evalúa las publicaciones científicas de las universidades del mundo, clasificándolas en seis campos y catorce materias.
Toma como base tres importantes criterios: productividad (que representa hasta el 25% de la puntuación), impacto (35%) y excelencia de la investigación (40%). El sistema de clasificación fue desarrollado para evaluar el desempeño académico de universidades y medir sus logros en lo que se refiere a la producción científica, comparando la calidad y la cantidad de las investigaciones producidas. La selección de las universidades se realiza a partir de la base de datos de Essential Science Indicators (ESI).
| Universidad                            | 2019 |
| -------------------------------------- | ---- |
| Universidad de Harvard                 | 1    |
| Universidad Stanford                   | 2    |
| Universidad Johns Hopkins              | 3    |
| Universidad de Toronto                 | 4    |
| Universidad de Oxford                  | 5    |
| University College London              | 6    |
| Universidad de Washington              | 7    |
| Universidad de Míchigan                | 8    |
| Instituto Tecnológico de Massachusetts | 9    |
| Universidad de Cambridge               | 10   |

### Clasificación de universidades del mundo de la Universidad Jiao Tong de Shanghái
Es una de las clasificaciones más conocidas mundialmente. Se trata de un listado recopilado por un grupo de especialistas en bibliometría de la Universidad Jiao Tong de Shanghái (China). Este listado incluye las mayores instituciones de educación superior del mundo. Las universidades están ordenadas de acuerdo a una fórmula que toma en cuenta los factores siguientes: el número de galardonados con el Premio Nobel o la Medalla Fields ya sea formados en la universidad (con una ponderación del 10%) o trabajando en la misma (ponderación: 20%), el número de investigadores altamente citados en 21 temas generales (20%), número de artículos publicados en las revistas científicas Science y Nature (20%), el número de trabajos académicos registrados en los índices del Science Citation Index y el Social Science Citation Index (20%) y por último la "producción per capita", es decir, la puntuación de todos los indicadores anteriores dividida entre el número de académicos a tiempo completo (10%).
| Universidad                            | 2012 | 2013 | 2014 | 2015 | 2016 | 2017 | 2018 | 2019 |
| -------------------------------------- | ---- | ---- | ---- | ---- | ---- | ---- | ---- | ---- |
| Universidad de Harvard                 | 01   | 01   | 01   | 01   | 01   | 01   | 01   | 01   |
| Universidad Stanford                   | 02   | 02   | 02   | 02   | 02   | 02   | 02   | 02   |
| Universidad de Cambridge               | 05   | 05   | 05   | 05   | 04   | 03   | 03   | 03   |
| Instituto Tecnológico de Massachusetts | 03   | 04   | 03   | 03   | 05   | 04   | 04   | 04   |
| Universidad de California en Berkeley  | 04   | 03   | 04   | 04   | 03   | 05   | 05   | 05   |
| Universidad de Princeton               | 07   | 07   | 06   | 06   | 06   | 06   | 06   | 06   |
| Universidad de Oxford                  | 10   | 10   | 09   | 10   | 07   | 07   | 07   | 07   |
| Columbia University                    | 08   | 08   | 08   | 08   | 09   | 08   | 08   | 08   |
| Instituto de Tecnología de California  | 06   | 06   | 07   | 07   | 08   | 09   | 09   | 09   |
| Universidad de Chicago                 | 09   | 09   | 09   | 09   | 10   | 10   | 10   | 10   |

### Clasificación Webométrica del CSIC
Esta clasificación la produce el Laboratorio de Cibermetría del Consejo Superior de Investigaciones Científicas (CSIC) de España. El Laboratorio de Cibermetría, actúa como un observatorio de ciencia y tecnología disponible en la Internet. La clasificación se construye a partir de una base de datos que incluye alrededor de 15,000 universidades y más de 5,000 centros de investigación. La clasificación muestra a las 4,000 instituciones mejor colocadas. La metodología bibliométrica toma en cuenta el volumen de contenidos publicados en la web, así como la visibilidad e impacto de estos contenidos de acuerdo a los enlaces externos que apuntan hacia sus sitios web.
Esta metodología está basada en el llamado "Factor G" que evalúa objetivamente la importancia de la institución dentro de la red social de sitios de universidades en el mundo
| Universidad                            | Julio 2019 |
| -------------------------------------- | ---------- |
| Universidad de Harvard                 | 1          |
| Universidad Stanford                   | 2          |
| Instituto Tecnológico de Massachusetts | 3          |
| Universidad de Washington              | 4          |
| Universidad de California en Berkeley  | 5          |
| Universidad de Míchigan                | 6          |
| Universidad de Oxford                  | 7          |
| Universidad de Columbia                | 8          |
| Universidad Cornell                    | 9          |
| Universidad de Pensilvania             | 10         |

### Clasificación de Scimago
SCImago Institutions Rankings, ha publicado su escalafón internacional de instituciones de investigación a nivel mundial desde 2009, denominado SIR World Report. El SIR World Report es un trabajo del Grupo de Investigación SCImago, una organización de investigación con sede en España consistente en miembros del Consejo Superior de Investigaciones Científicas (CSIC), la Universidad de Granada, la Universidad Carlos III de Madrid, la Universidad de Alcalá, la Universidad de Extremadura y otras instituciones educativas en España. Este escalafón mide áreas como resultados de la investigación, colaboración internacional, impacto y tasa de publicaciones.
| Universidad                              | 2012 | 2013 | 2014 | 2015 | 2016 | 2017 | 2018 | 2019 |
| ---------------------------------------- | ---- | ---- | ---- | ---- | ---- | ---- | ---- | ---- |
| Universidad de Harvard                   | 01   | 01   | 01   | 01   | 01   | 01   | 01   | 01   |
| Escuela de Medicina Harvard              | —    | —    | —    | —    | —    | —    | —    | 02   |
| Instituto Tecnológico de Massachusetts   | 03   | 03   | 03   | 03   | 03   | 03   | 03   | 03   |
| Universidad Stanford                     | 02   | 02   | 02   | 02   | 02   | 02   | 02   | 04   |
| Universidad Johns Hopkins                | 06   | 06   | 06   | 06   | 05   | 04   | 05   | 05   |
| Universidad Tsinghua                     | —    | —    | —    | —    | —    | 08   | 04   | 06   |
| Universidad de Oxford                    | —    | —    | 10   | 07   | 06   | 06   | 07   | 07   |
| Universidad de Míchigan                  | 04   | 04   | 05   | 04   | 04   | 05   | 06   | 08   |
| University College de Londres            | —    | —    | —    | —    | —    | —    | —    | 09   |
| Universidad de Washington                | 08   | 09   | 08   | 10   | —    | 10   | 08   | 10   |
| Universidad de Zhejiang                  | —    | —    | —    | —    | —    | —    | 09   | —    |
| Universidad de Toronto                   | 07   | 07   | 07   | 08   | 08   | 07   | 10   | —    |
| Universidad de California en Los Ángeles | 05   | 05   | 04   | 05   | 07   | 09   | —    | —    |
| Universidad de Tokio                     | 09   | 08   | —    | —    | 09   | —    | —    | —    |
| Universidad de Cambridge                 | —    | —    | —    | —    | 10   | —    | —    | —    |
| Universidad de California en San Diego   | —    | 10   | 09   | 09   | —    | —    | —    | —    |
| Universidad de Pensilvania               | 10   | —    | —    | —    | —    | —    | —    | —    |

### University Ranking by Academic Performance (URAP)
El University Ranking by Academic Performance (URAP) es una clasificación mundial elaborada y publicada en Internet desde el año 2010 por la Universidad Técnica de Medio Oriente de Turquía. La clasificación muestra a las 2000 universidades mejor colocadas. La metodología toma en cuenta el número de artículos publicados en revistas científicas, el número total de citas recibidas por los artículos publicados, el recuento de documentos que cubre toda la literatura académica, el impacto científico de las revistas en las cuales la universidad ha publicado artículos, y el número total de publicaciones realizadas en colaboración con universidades extranjeras.
| Universidad                              | 2012 | 2013 | 2014 | 2015 | 2016 | 2017 | 2018 |
| ---------------------------------------- | ---- | ---- | ---- | ---- | ---- | ---- | ---- |
| Universidad de Harvard                   | 01   | 01   | 01   | 01   | 01   | 01   | 01   |
| Universidad de Toronto                   | 02   | 03   | 02   | 02   | 02   | 02   | 02   |
| Universidad de Oxford                    | 07   | 06   | 03   | 03   | 03   | 03   | 03   |
| Universidad Stanford                     | 04   | 04   | 07   | 08   | 04   | 05   | 04   |
| University College London                | —    | —    | 06   | 06   | 05   | 06   | 05   |
| Universidad Johns Hopkins                | 03   | 02   | 04   | 04   | 06   | 08   | 06   |
| Universidad de Cambridge                 | —    | 10   | 05   | 05   | 08   | 09   | 07   |
| Instituto Tecnológico de Massachusetts   | —    | —    | 09   | 07   | 07   | 07   | 08   |
| Universidad de Míchigan                  | 06   | 08   | 10   | 10   | 10   | —    | 09   |
| Universidad de Washington                | 08   | 07   | —    | —    | —    | —    | 10   |
| Universidad Pierre y Marie Curie         | —    | —    | —    | —    | —    | 04   | —    |
| Universidad de California en Berkeley    | 05   | 05   | 08   | 09   | 09   | 10   | —    |
| Universidad de California en Los Ángeles | 09   | 09   | —    | —    | —    | —    | —    |
| Universidad de Tokio                     | 10   | —    | —    | —    | —    | —    | —    |

## Clasificaciones parcialmente académicas
Estas clasificaciones son generalmente productos de apreciaciones subjetivas. No están basados obligatoriamente en métodos bibliométricos o científicos claros y reflejan muchas veces los promedios de las opiniones de encuestados que pueden ser individuos no necesariamente con títulos académicos o con conocimiento del conjunto de las universidades del mundo. Muchas veces estos estudios son publicados por encargo de las propias universidades con el objetivo de realizar publicidad en las épocas de los registros a las universidades Uno de los más conocidos de estos estudios es el "U.S. News & World Report College and University rankings" el cual ha recibido todo tipo de críticas por ser subjetivo y predecible. En la voz del San Francisco Chronicle, "la mejor universidad estadounidense de acuerdo a este tipo de estudios es la más rica". Estos estudios también han sido criticados por una plétora de instituciones entre las que destacan la Universidad de Stanford, el New York Times, etcétera. En México, la tradición de publicar este tipo de suplementos en la prensa, basados en encuestas de opinión subjetivas, potencialmente manipulables y sin metodología bibliométrica lo ha iniciado el Diario Reforma y Selecciones del Reader's Digest, cuyas listas claramente divergen de las que se hacen a nivel mundial basadas en criterios científicos. Este tipo de listas clasificatorias son comparables, en metodología, a cualquier otra encuesta abierta al público en general. En España las publica el diario El Mundo y en Chile el diario El Mercurio.

### QS World Ranking
Un ranking elaborado en su mayor parte por opiniones de académicos, es el Ranquin QS de Universidades del Mundo. Esta es una clasificación mundial elaborada y publicada en Internet desde el año 2011, por el grupo Quacquarelli Symonds.
| Universidad                            | 2013-14 | 2014-15 | 2015-16 | 2017 | 2018 | 2019 |
| -------------------------------------- | ------- | ------- | ------- | ---- | ---- | ---- |
| Instituto Tecnológico de Massachusetts | 01      | 01      | 01      | 01   | 01   | 01   |
| Universidad Stanford                   | 07      | 07      | 03=     | 02   | 02   | 02   |
| Universidad de Harvard                 | 02      | 04      | 02      | 03   | 03   | 03   |
| Instituto de Tecnología de California  | 10=     | 08      | 05      | 05   | 04   | 04   |
| Universidad de Oxford                  | 06      | 05=     | 06      | 06   | 06   | 05   |
| Universidad de Cambridge               | 03      | 02=     | 03=     | 04   | 05   | 06   |
| Escuela Politécnica Federal de Zúrich  | —       | —       | 09      | 08   | 10   | 07   |
| Imperial College London                | 05      | 02=     | 08      | 09   | 08   | 08   |
| Universidad de Chicago                 | 09      | —       | 10      | 10   | 09   | 09   |
| University College de Londres          | 04      | 05=     | 07      | 07   | 07   | 10   |
| Universidad de Princeton               | 10=     | 09      | —       | —    | —    | —    |
| Universidad de Yale                    | 08      | 10      | —       | —    | —    | —    |